# Registro distribuído
Em ciência da computação, registro distribuído (distributed ledger em Inglês) é um banco de dados distribuído entre múltiplos dispositivos conectados (nós) numa rede descentralizada, onde são armazenados registros de eventos (ex.: transações financeiras) com uma estampa de tempo e com uma assinatura digital. O objetivo é estabelecer confiança e segurança por meio de concordância entre múltiplos membros sobre os registros armazenados. Blockchain e Hyperledger são exemplos de registro distribuído.

## Diferença entre Blockchain e registro distribuído
O termo Blockchain é usado com frequência para se referir ao registro distribuído. No entanto, Blockchain também se refere a uma empresa que trabalha com registro distribuído.